# Vilablareix
Vilablareix est une commune de la province de Gérone, en Catalogne, en Espagne dans la comarque de Gironès.

## Démographie
| 1900 | 1930 | 1950 | 1970 | 1981 | 1986 | 2006  | 2010  | 2020 |
| ---- | ---- | ---- | ---- | ---- | ---- | ----- | ----- | ---- |
| 352  | 398  | 407  | 503  | 803  | 901  | 2.213 | 2.343 | 3063 |